# Kolumbiensittich
Der Kolumbiensittich (Psittacara wagleri; Syn.: Aratinga wagleri) auch Kolumbiasittich ist eine Papageienart aus der Gattung der Keilschwanzsittiche (Aratinga).

## Beschreibung
Der Kolumbiensittich wird bis zu 36 cm groß und erreicht ein Gewicht von 162 bis 217 g. Er ist hauptsächlich grün mit roter Stirn, Brust und Bauch sind gelblich. Die Unterflügeldecken sind grün, die Unterseiten der Schwingen und die Unterseite des Schwanzes oliv bis gelb. Manche Exemplare haben rote Flecken an Hals, Brust, Flügelbug oder um die Schienbeine. Um die Augen ist er nackt und weiß mit einem mattgelben oder grauen Innenring. Die Iris ist rötlich, der Schnabel hornfarben und die Beine bräunlich. Jungvögel haben an der Stirn weniger rotes Gefieder, das Rot an Flügel und Beinen fehlt.

## Verbreitung, Lebensraum und Gefährdung
Beheimatet ist er in Kolumbien, Ecuador, Peru und Venezuela.
Seine natürlichen Lebensräume sind subtropische oder tropische Wälder und Auwälder sowie Buschland und Wälder zwischen 350 und 3000 m ü. NN. Er bevorzugt niedrige Hänge der nördlichen Anden und kommt auch gelegentlich in landwirtschaftlich genutzten Flächen wie Plantagen oder Maisfeldern vor. Auf Grund des großen Verbreitungsgebietes wird die Art trotz scheinbar abnehmender Bestände von der International Union for Conservation of Nature and Natural Resources (IUCN) als nicht gefährdet (Least Concern, LC) eingestuft.

## Lebensweise und Ernährung
Meistens findet man sie in Gruppen von 20 bis 200 Vögeln, manchmal auch in Schwärmen von bis zu 400 Vögeln.
Sie sind sehr laut, wenn sie abends zu ihren Schlafbäumen auf Hügeln fliegen. Ihre Nahrung besteht hauptsächlich aus Früchten, Samen, Beeren und Nüssen, die sie in den Tälern, vorwiegend auf Bäumen, suchen.
Man kann sie auch als Schädlinge betrachten, da sie auf Feldern von Kulturpflanzen gelegentlich Schäden anrichten. Es gibt saisonale Wanderungen zwischen verschiedenen Gebieten.

## Fortpflanzung
Das Brutverhalten ist weitgehend unbekannt. Brutzeit in Venezuela ist von April bis Juni, in Kolumbien von Dezember bis Juni. Sie legen ihre Bruthöhlen in Spalten von Felshängen an und brüten in Kolonien.
Von Züchtern weiß man, dass in der Regel zwischen 2 und 4 Eier gelegt werden, die etwa 23 Tage lang bebrütet werden. Die Nestlingszeit liegt bei 50 Tagen und nach weiteren 2 bis 3 Wochen sind die Jungvögel völlig unabhängig.

## Unterarten
Es werden vier Unterarten unterschieden:
- Psittacara wagleri wagleri – bewohnt den Westen und Norden Kolumbiens und Nordwest-Venezuela.
- Perusittich, Psittacara wagleri frontata (Cabanis, 1846) – bewohnt West-Peru und West-Ekuador. Erwachsene haben eine rote Stirn und sind um die Augen ebenfalls rot, ebenso die Schenkel und die Ränder der Flügel. Im Allgemeinen ist diese Unterart größer.
- Venezuelasittich, Psittacara wagleri transilis J. L. Peters, 1927 – bewohnt Nord-Venezuela und Ost-Kolumbien. Erwachsene Vögel sind kleiner und haben im Allgemeinen ein dunkleres Grün im Gefieder, der Oberkopf zeigt ein dunkleres Rot.
- Carriker's Sittich, Psittacara wagleri minor Carriker, 1933 – bewohnt Zentral- und Süd-Peru. Erwachsene Vögel sind kleiner und im Allgemeinen dunkler gefärbt, jedoch ohne bronzene, gelbliche Schattierung. Die Oberschenkel sind blass rot.